# Аквасанта (Терни)
Аквасанта (итал. Acquasanta) је насеље у Италији у округу Терни, региону Умбрија.
Према процени из 2011. у насељу је живело 58 становника. Насеље се налази на надморској висини од 94 м.